# 长叶太平花
长叶太平花（学名：Philadelphus pekinensis f. lanceolatus），为虎耳草科山梅花属下的一个变种。

## 扩展阅读
維基物種上的相關：长叶太平花